# Santa Capilla de Vincennes
La Santa Capilla de Vincennes, en Francia,  es una capilla medieval fundada en 1379, a petición del rey Carlos V, en el recinto del castillo de Vincennes con el fin de albergar las reliquias de la Pasión de Cristo.
Inaugurada finalmente en 1552, la Sainte-Chapelle de Vincennes es una obra maestra del gótico flamígero.

## Historia

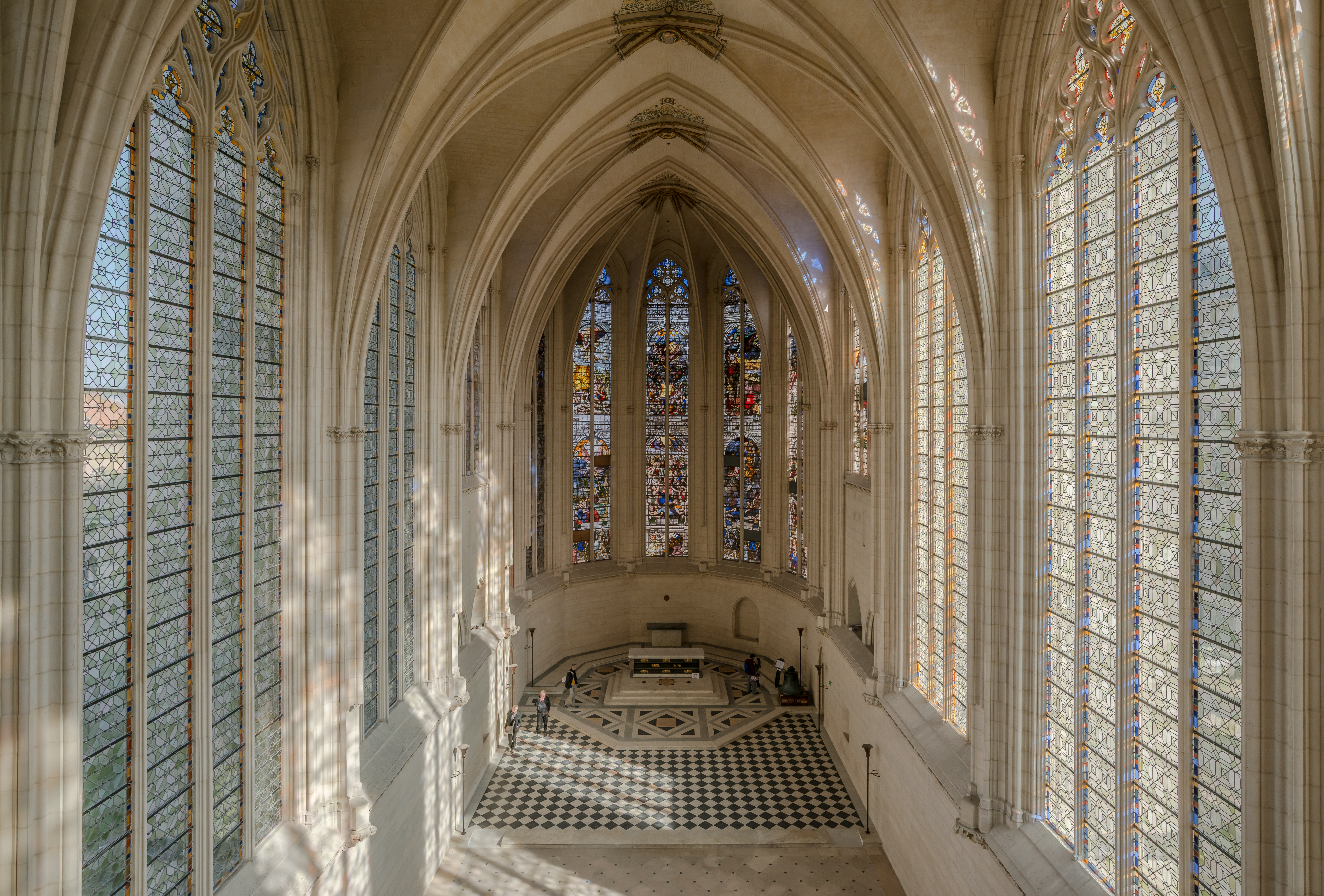
Nave Interior.

Las obras fueron confiadas a los arquitectos Raymond du Temple y Pierre de Montereau. El plan de base sigue al de la Sainte-Chapelle del Palais de la Cité de París. Sin embargo, la Sainte-Chapelle de Vincennes solo comprende un único nivel de 20 m de altura en lugar de dos como la parisina.
A la muerte de Carlos V en 1380, los trabajos continuaron con su sucesor el rey Carlos VI. Bajo su reinado se completaron el coro, los dos oratorios, la sacristía y el tesoro que contenía las reliquias de la Pasión. La elevación de la nave, de una sola planta y proporciones vertiginosas, continuó. Las obras se desarrollaron bajo los reinados sucesivos de los reyes de Francia, con algunas interrupciones.
La fachada se completó durante el reinado de Luis XI hacia 1480. Además, en febrero de  1474 Luis confirmó, por cartas patentes, los privilegios que tenía la Sainte-Chapelle concedidos por sus predecesores.
Bajo Francisco I, el capellán ordinario del rey, Guillaume Dubois, fue tesorero de la Sainte-Chapelle del castillo Vincennes, después chantre de la Sainte-Chapelle de París.
Las decoraciones interiores no fueron realizadas hasta el gobierno de Enrique II. En 1551, hizo trasladar la sede de la Orden de San Miguel desde el Monte Saint-Michel a Vincennes por razones de accesibilidad. El edificio fue inaugurado en 1552. Los vitrales finales reemplazaron en 1559 a las vidrieras blancas que se habían instalado temporalmente en 1556.
En 1793, durante los acontecimientos de la Revolución francesa, las decoraciones interiores fueron destruidas y los vitrales se desmontaron. La Sainte-Chapelle de Vincennes había conservado desde largo tiempo, en su tesoro, el baptisterio de San Luis, que se había venido utilizando como pila bautismal de los infantes de Francia al menos desde tiempos de Luis XIII. El baptisterio real fue trasladado al museo del Louvre después de la Revolución en 1793.

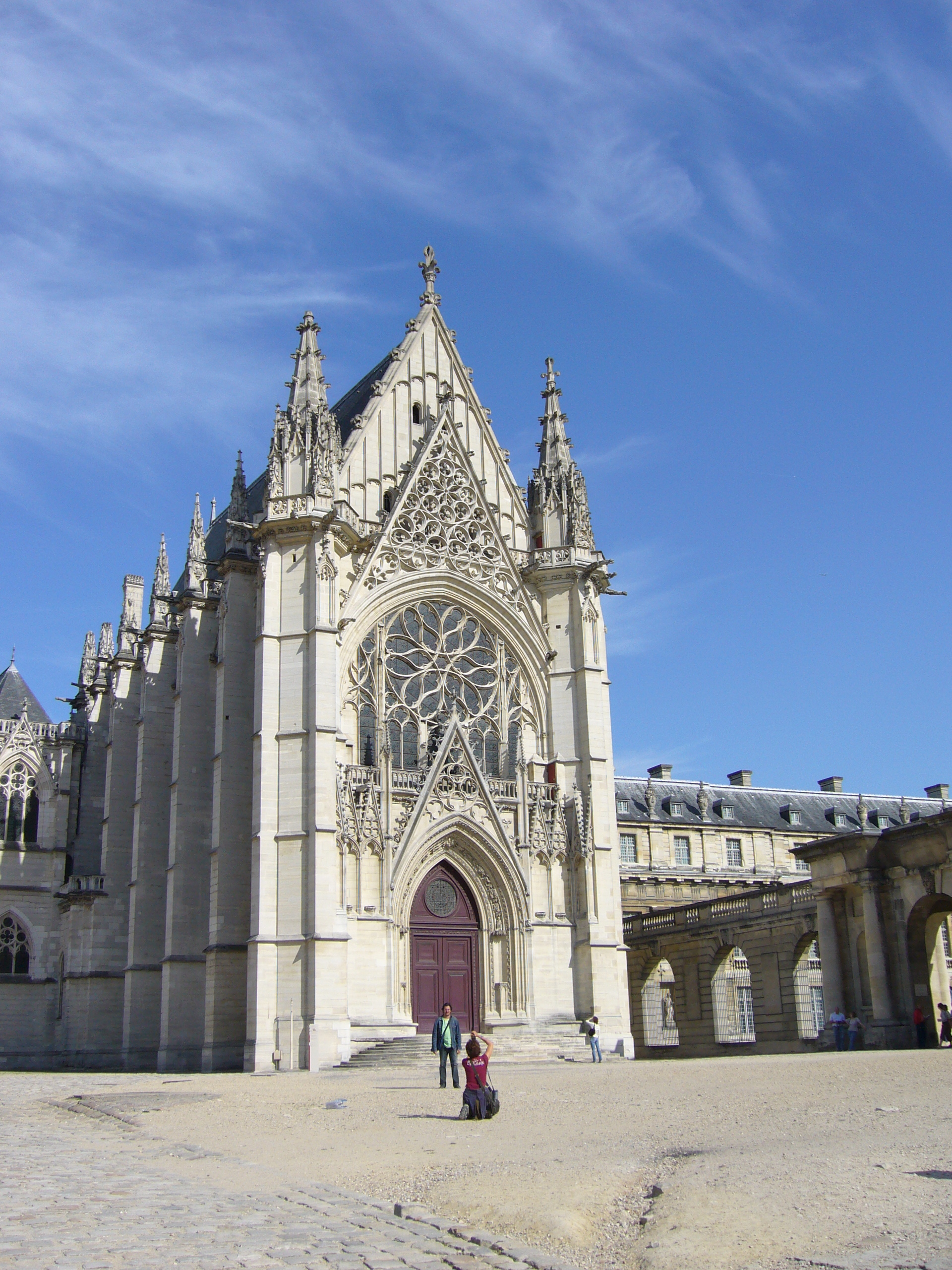
La capilla desde el patio del castillo
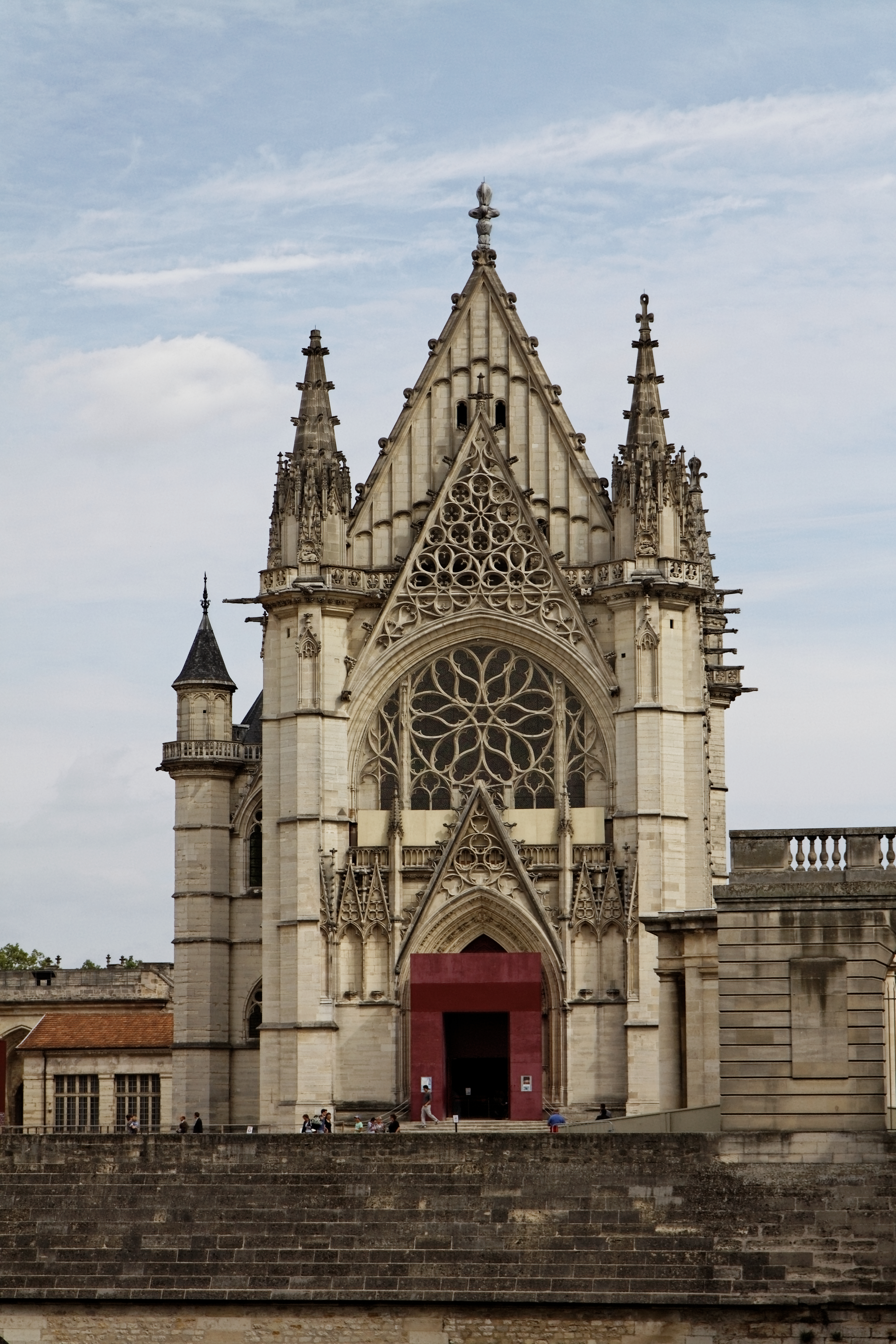
Fachada occidental
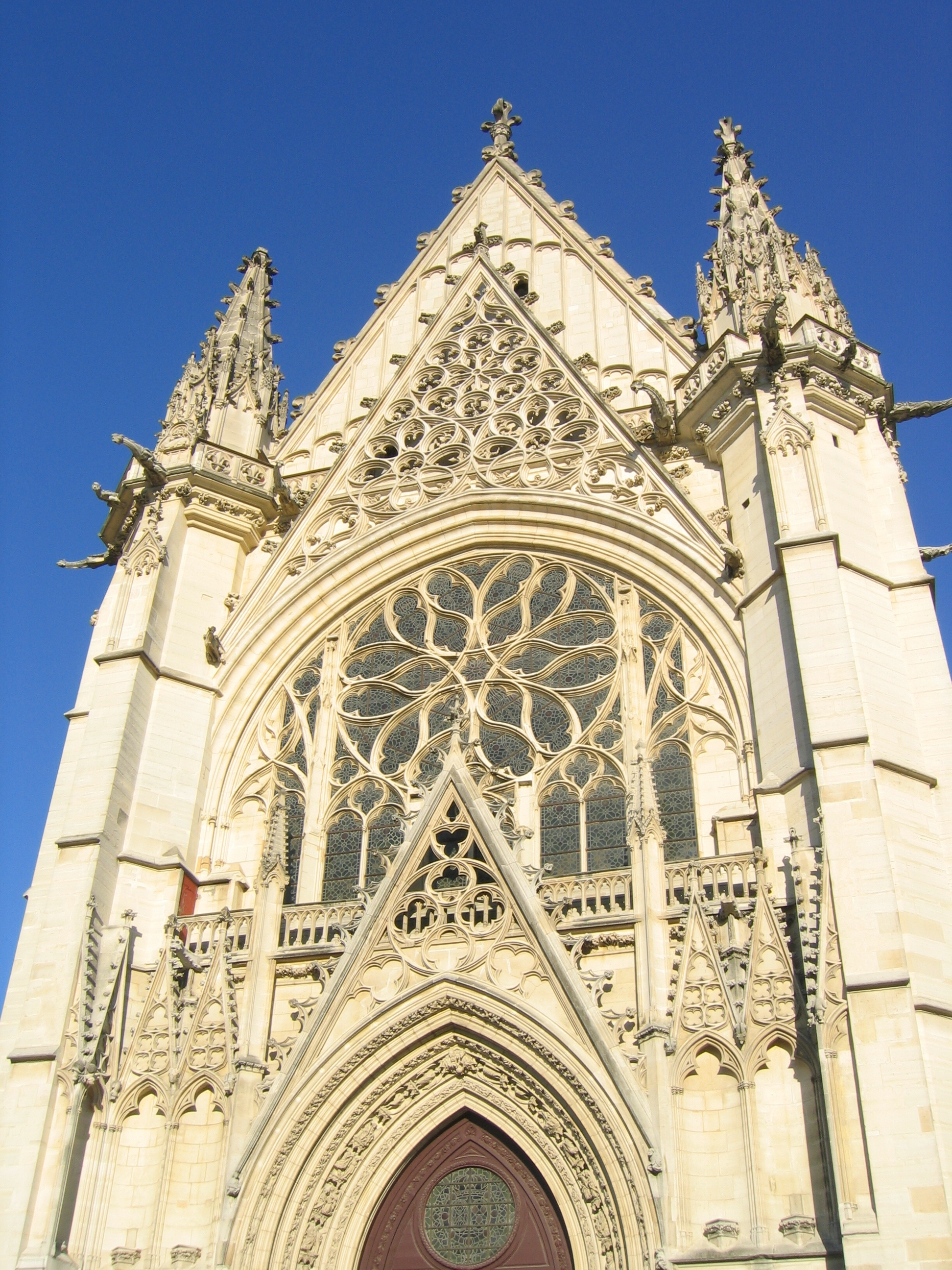
Fachada occidental
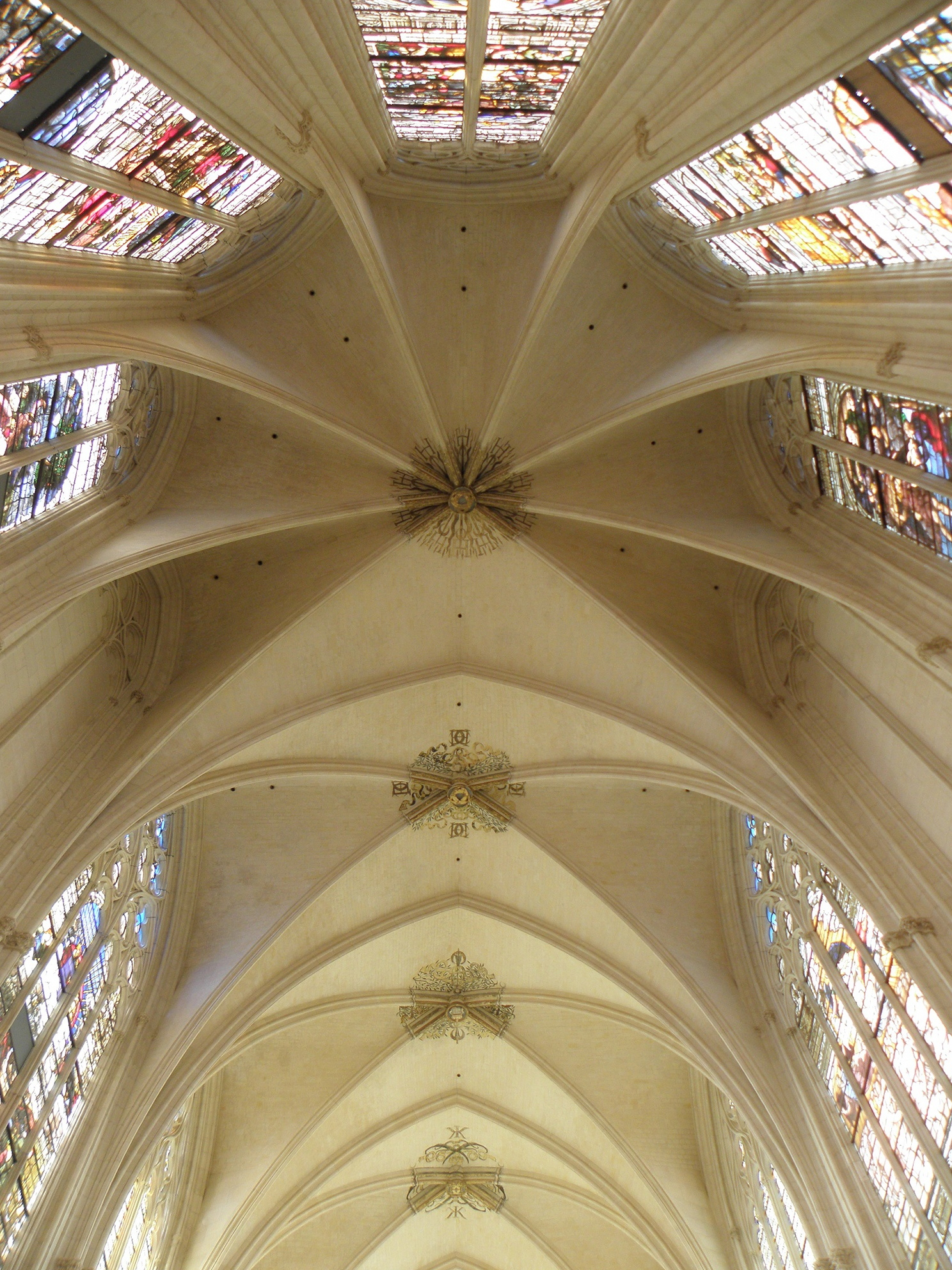
Bóveda de cruceria
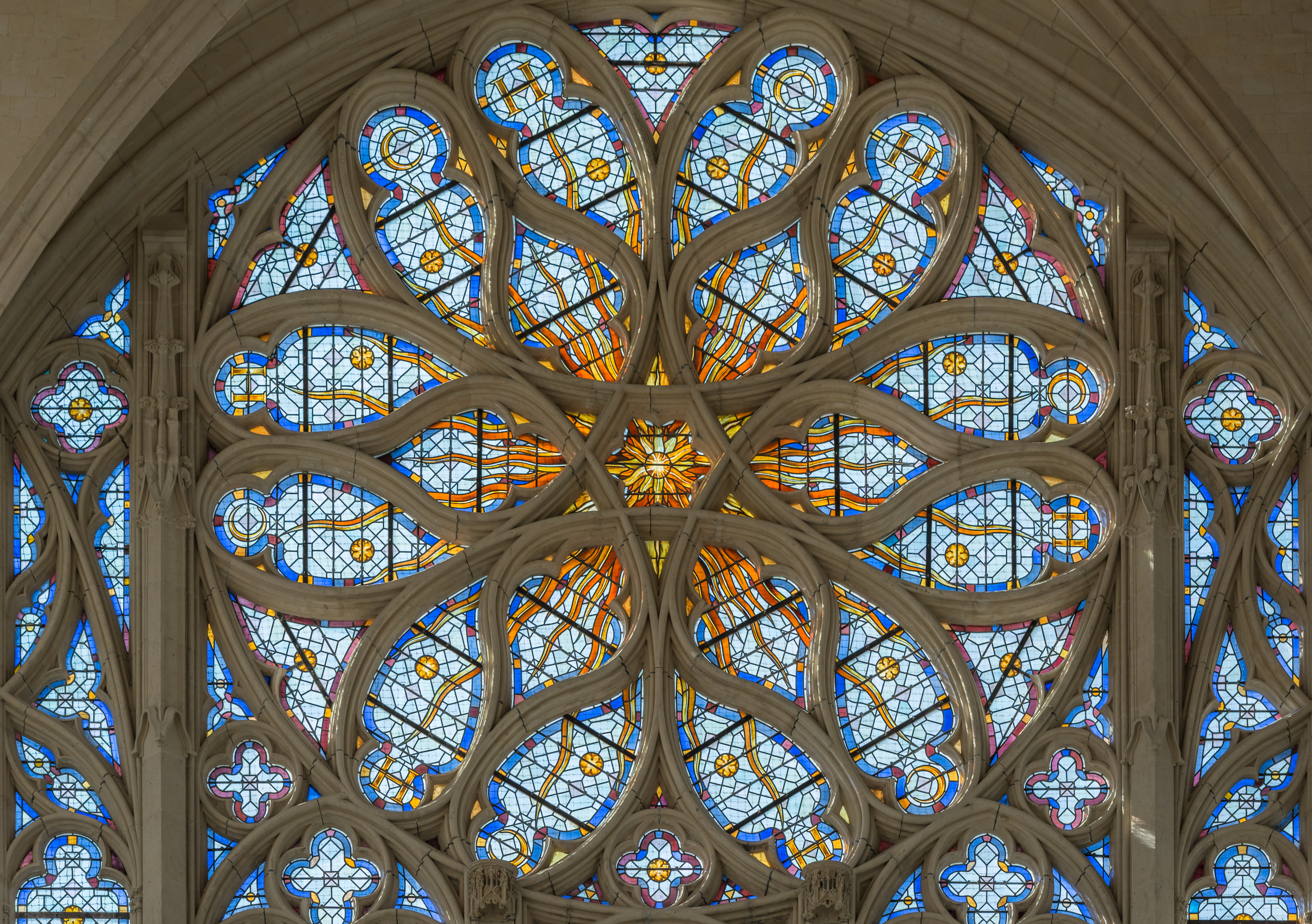
Rosetón visto desde el interior

### Daños en elsigloXX

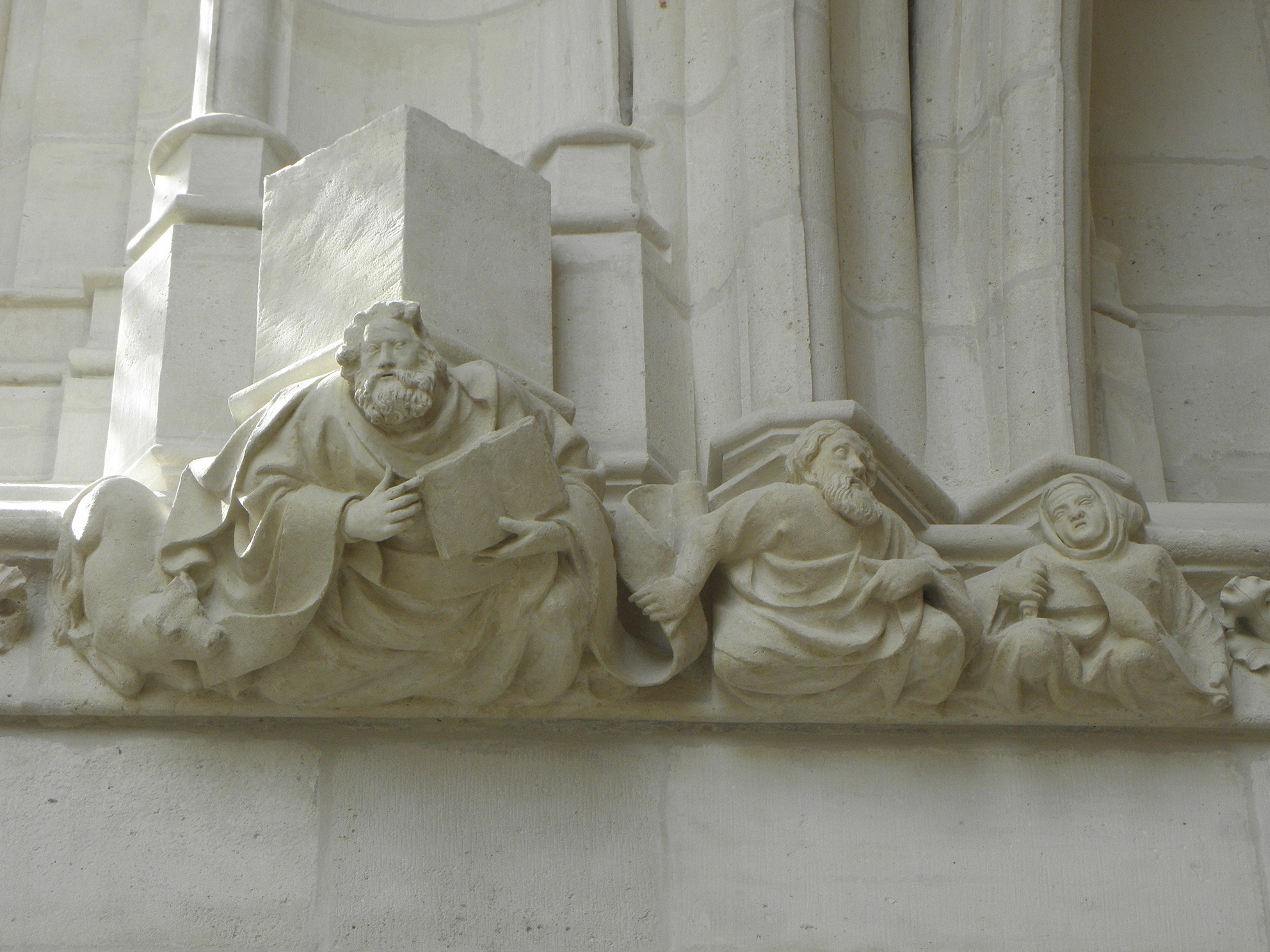
Ménsula.

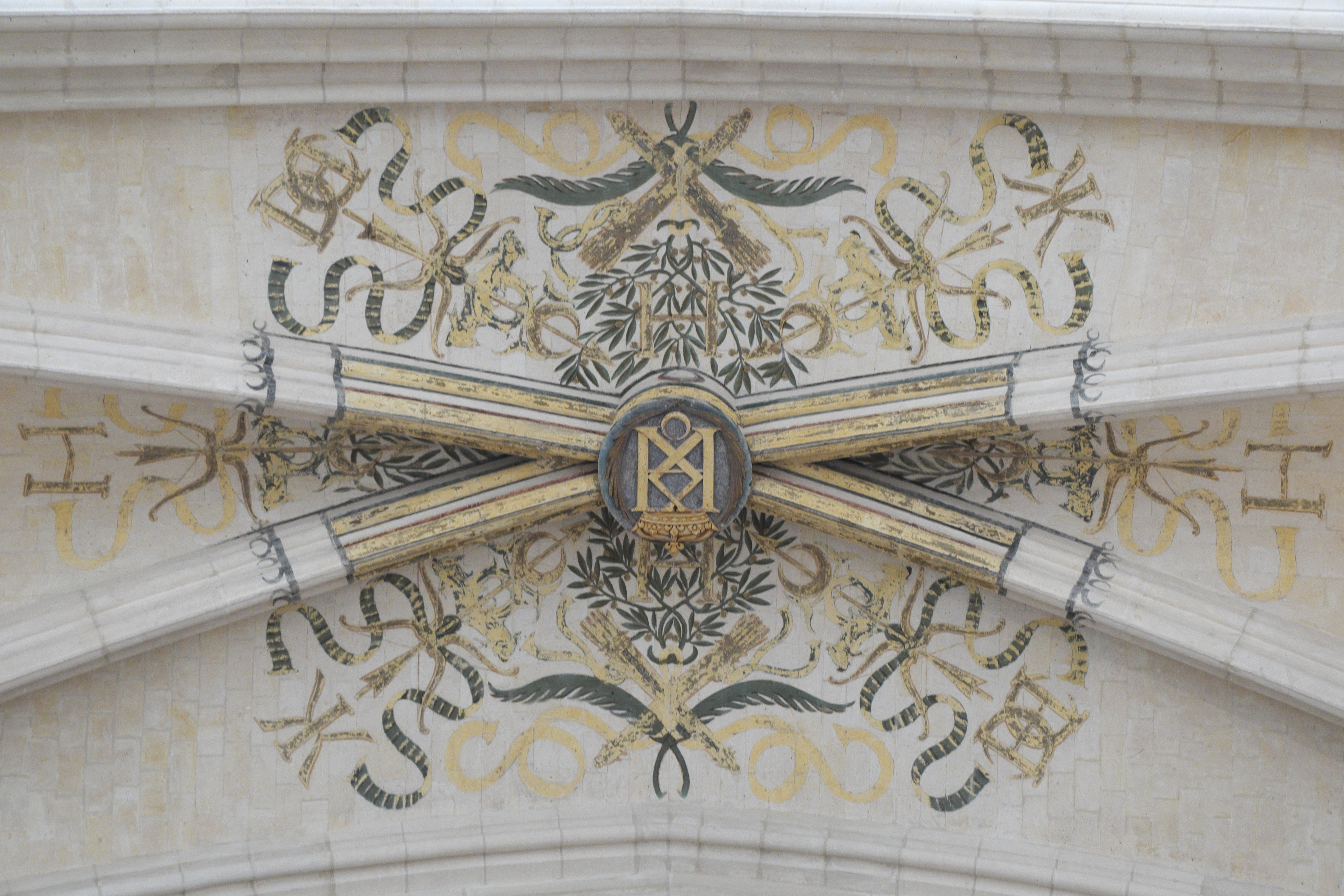
La clave de bóveda.

Durante la tormenta del 26 de diciembre de 1999, los vientos de 200 km/h atravesaron la Sainte Chapelle destruyendo las vidrieras de los huecos de la nave que se habían rehecho de nuevo después de su destrucción durante la Segunda Guerra Mundial. El viento también provocó un efecto tambor poniendo las bóvedas en vibración, derribando muchas juntas y causando importantes deformaciones. Los trabajos de renovación y consolidación, que costaron 4 284 000 euros, consistieron principalmente en la sustitución de determinadas piedras, en la recuperación de las juntas y de los riñones de las bóvedas, en la restauración de las pinturas de los techos y de cincuenta y seis cabezas talladas en la base de los culots (parte inferior de las lámparas de iglesia).
El edificio fue de nuevo abierto al público en enero de 2009. Sin embargo, la caída de una gárgola en septiembre de 2009, hizo emprender una campaña de restauración de la fachada, que debería estar terminada en 2011. La restauración de las vidrieras del coro y de las redes de plomo está prevista a partir de 2012.

### Personas y religiosos célebres
En sus muros reposan algunos personajes históricos: 
- Bernardin Gigault, marqués de Bellefonds, señor de l'Île-Marie y de Gruchy, nacido en 1630, muerto el 4 de diciembre de 1694 en Vincennes, fue un militar francés, Mariscal de Francia en 1668.
- Louis Antoine de Bourbon-Condé, duque de Enghien (Chantilly, 1772 – Vincennes, 21 de marzo de 1804), príncipe de sangre francés, ejecutado en los fosos del castillo de Vincennes.

Religiosos célebres (lista no exhaustiva):
- Guillaume Crétin (1460-1525), retórico  capellán del rey Francisco I.
- Alexandre-Bernardin Jourdain de Saint Sauveur, vicario general de la diócesis de Vannes, chantre y canónigo de la Sainte-Chapelle de Vincennes, abad de la Abadía de Nuestra Señora de Tronche de 1786 a 1790.

## Las vidrieras

### Aspecto general

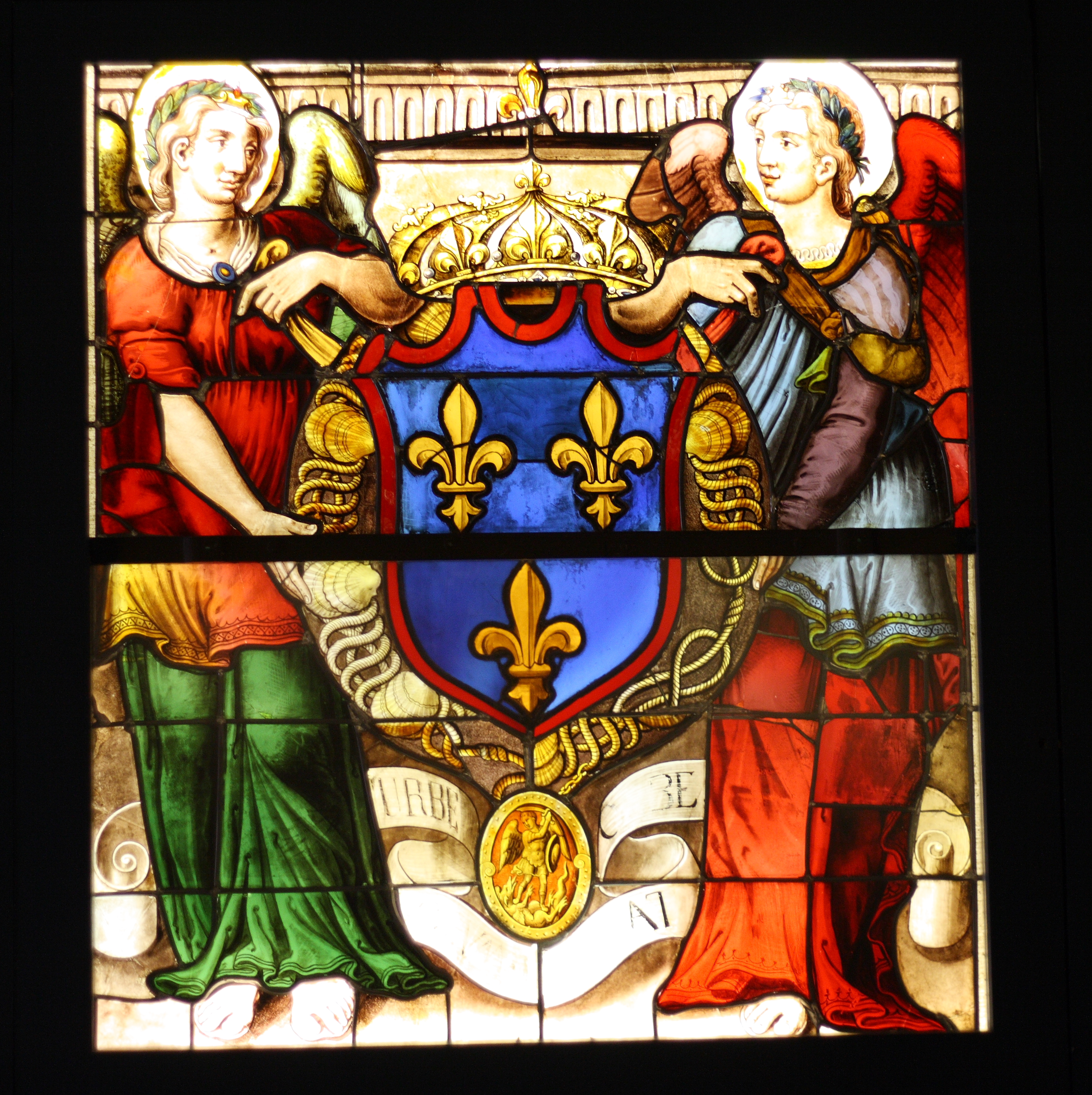
Trofeo de armas del coro, Museo Nacional del Renacimiento de Écouen.

Si la decoración interior estuvo en general muy cuidada, el elemento más notable fue, sin duda, el conjunto de vitrales ofrecidos por Enrique II. Fue encargado por Philibert Delorme, el maestro de obras, al célebre vidriero parisino Nicolas Beaurain, a partir de los cartones de un artista  no identificado a veces designado como el artista de los vitrales de Vincennes. Tal vez fuera Claude Badouin o Jean Cousin l'Ancien. Obra maestra indiscutible del vitral parisino del siglo XVI, se caracterizan por un uso importante de la grisalla, por la estructuración de las composiciones mediante elementos arquitectónicos y por una cuidadosa atención a la luminosidad. Los colores que predominan son principalmente los colores claros: amarillo, anaranjado y gris. Beaurain dio muestra de un dominio particular de su arte relacionado con el prestigio de este proyecto: las placas de vidrio coloreado son de gran talla, a veces llegando a los cuarenta o cincuenta centímetros, la pintura está extremadamente cuidada, sobre todo en las caras tratadas como si fueran tablas, la grisalla fue aplicada en ambas caras del vidrio a fin de crear efectos opalescentes, etc. Alexandre Lenoir, que las salvó, y Émile Mâle las consideraban con gran admiración; este último las definió como «la obra más suntuosa que ha sido jamás dedicada al Apocalipsis».

### Composición

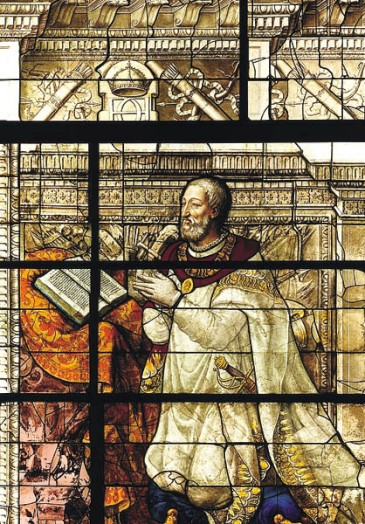
Francisco I como caballero de Saint-Michel, Museo Nacional del Renacimiento de Écouen.

La composición de las vidrieras se ha estructurado en cuatro registros superpuestos, separados por elementos arquitectónicos renacentistas que contrastan con los marcos góticos en el que se insertan las ventanas. Todos los elementos arquitectónicos están hechos en grisalla. En la parte baja, se encuentra la representación de una subbase esculpida de trofeos delante de la cual se encuentran personajes orando vueltos hacia el coro. Se trata de caballeros de la  Orden de San Miguel con hábitos de la orden. En la vidriera central del coro, el lugar de honor, se ve al rey rezando flanqueado por dos trofeos con las armas de Francia, vuelto hacia una Virgen y el niño tronante —cuyo original se encuentra ahora en el Museo del Louvre— al que todas estas figuras parecen mirar.
Por encima se encuentran dos registros historiados delimitados por la figuración de arcos de estilo renacentista. Entre los dos, corta un friso alternando triglifos y metopas decoradas con monogramas, hoces triple y arcos y flechas. Un segundo friso que muestra los mismos emblemas en los follajes coronaba estos dos registros.
Un cuarto registro se sitúa en la parte superior de las vidrieras, en la parte ojival. Constaba de gabletes de volutas y de los emblemas ya mencionados.

### Programa

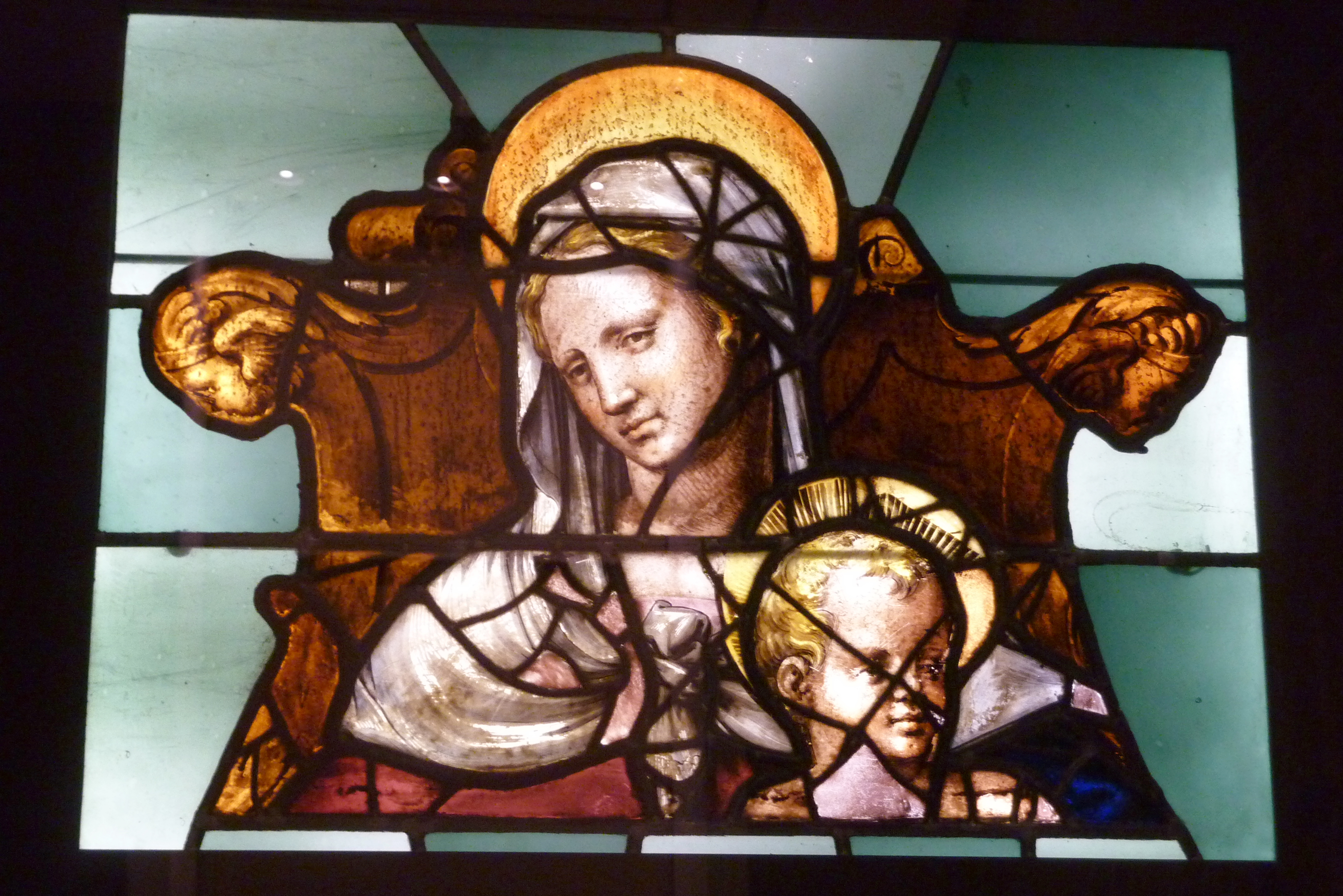
La Vierge à l'Enfant, Museo del Louvre de París.

Las vidrieras de la nave se perdieron en gran parte durante la destrucción de la época revolucionaria. Son conocidas principalmente a través de dibujos, incluyendo los levantamientos de Gaignières. La decoración era ante todo simbólica. En el coro, sin embargo, la decoración muestra el Apocalipsis de San Juan. Esas vidrieras se caracterizan por una policromía muy marcada con un uso virtuoso de los vidrios coloreados, yendo desde los rosas pastel y del  Jean-Cousin a los rojos y a los azules más densos. Las muchas escenas de llamas, en particular, son tratadas con una maestría excepcional de este arte.
El tema se repartió en las cinco grandes vidrieras y dos pequeñas vidrieras altas, es decir, en doce paneles historiados:
- vidriera alta, a la izquierda del coro: visión de los tres ángeles;
- primera vidriera, en alto: el pequeño libro;
- primera vidriera, abajo: los dos testimonios;
- segunda vidriera, en alto: la tercera trompeta ("il chut du ciel une grande étoile...");
- segunda vidriera, abajo: la cuarta trompeta ("le tiers du soleil, de la lune et des étoiles...");
- tercera vidriera, en alto: la quinta trompeta ("J'aperçus alors une étoile déchue du ciel...");
- tercera vidriera, abajo: la sexta trompeta ("J'entendis alors une voix, issue des quatre coins de l'autel...");
- cuarta vidriera, en alto: la primera trompeta ("une grêle de feu mêlé de sang se précipita sur le sol...");
- cuarta vidriera, abajo: la segunda trompeta ("une sorte de grande montagne ardente se précipita dans la mer...");
- quinta vidriera, en alto: los siete tronantes;
- quinta vidriera, abajo: la última trompeta ("Le septième ange enfin sonna de la trompette...");
- vidriera alta, a la derecha del coro: visión del hijo del hombre.